# Igor Radojičić
Igor Radojičić in serbo cirillico, Игор Радојичић, (Banja Luka, 13 settembre 1966) è un politico bosniaco.
Nel 2007 ricoprì la funzione di presidente della Republika Srpska per circa due mesi in seguito alla morte improvvisa di Milan Jelić.
Tra il 2006 e il 2014 ha svolto il ruolo di presidente dell'Assemblea nazionale della Republika Srpska.
Dal 2016 al 2020 è stato sindaco di Banja Luka, in forza all'Alleanza dei Socialdemocratici Indipendenti (SNSD). In lizza per un secondo mandato, nelle elezioni del novembre 2020 è stato sconfitto da Draško Stanivuković, candidato del PDP.
Dall'ottobre 2021 è docente presso la Facoltà di Elettrotecnica dell'Università di Banja Luka.